# Lenguas ayere-ahan
Las lenguas ayere-ahan es un par de lenguas de Nigeria, el ayere y el àhàn (o ahaan) que constituirían una subrama independiente de las lenguas Volta-Níger.